# 卡丘格 (伊尔库茨克州)
卡丘格（羅馬化：Kachug）是俄罗斯伊尔库茨克州的工人村（市级镇）、卡丘格区行政中心，位于勒拿河畔，在州府伊尔库茨克东北方。
该地2021年人口有6,862人；2010年人口7,011；2002年人口7,733；1989年人口8,936。